# 아멜 베레바
아멜 베레바(Amelle Berrabah, 1984년 4월 22일 ~ )는 잉글랜드의 가수로, 슈가베이비스의 일원이다.